# Colin White (hockey sur glace, 1977)
Pour les articles homonymes, voir Colin et Colin White.
John Colin White (né le 12 décembre 1977 à New Glasgow dans la province de Nouvelle-Écosse au Canada) est un joueur professionnel canadien de hockey sur glace.

## Biographie
Il commence sa carrière en junior en 1994-1995 en jouant dans la Ligue de hockey junior majeur du Québec pour le Titan de Laval et il rejoint en cours de saison les Olympiques de Hull. Pendant sa carrière junior, il remporte la Coupe du président avec les Olympiques à deux reprises (1995 et 1997) en plus de la Coupe Memorial en 1997.
En 1996, lors du repêchage d'entrée dans la Ligue nationale de hockey, les Devils du New Jersey le choisissent en deuxième ronde (49e choix) et une saison plus tard, ils l'affectent à leur franchise associée de la Ligue américaine de hockey : les River Rats d'Albany.
Il fait ses débuts dans la Ligue nationale de hockey en 1999-2000 en jouant une vingtaine de matchs de la saison ainsi que tous les matchs des séries éliminatoires des Devils. Il gagne ainsi sa première bague de la Coupe Stanley. La saison suivante, il joue sa première saison complète avec les Devils en jouant tous les matchs de l'équipe et atteint encore une fois la finale de la Coupe perdue contre l'Avalanche du Colorado. Il est nommé dans l'équipe type des recrues à l'issue de cette saison. Il gagne sa seconde bague en 2003 et évolue avec les Devils jusqu'en 2011. Il est un des assistants-capitaine de l'équipe à partir de la saison 2005-2006 jusqu'en 2008-2009.
Après avoir joué 11 saisons avec les Devils, son contrat est racheté par l'équipe en août 2011. Il trouve rapidement preneur en signant le 3 août 2011 un contrat d'un an avec les Sharks de San José.
Le 9 novembre 2012, son numéro 24 est retiré par les Olympiques de Gatineau (anciennement les Olympiques de Hull). Lors de la saison 2012-2013 écourtée par un lock-out, il est invité en janvier 2013 par les Blues de Saint-Louis au camp d'entraînement de l'équipe mais est finalement libéré avant le début de la saison.

## Statistiques
| Saison     | Équipe               | Ligue          |     | Saison régulière | Saison régulière | Saison régulière | Saison régulière | Saison régulière |   | Séries éliminatoires | Séries éliminatoires | Séries éliminatoires | Séries éliminatoires | Séries éliminatoires |
| Saison     | Équipe               | Ligue          | PJ  | B                | A                | Pts              | Pun              | PJ               | B | A                    | Pts                  | Pun                  |                      |                      |
| 1994-1995  | Titan de Laval       | LHJMQ          | 7   | 0                | 1                | 1                | 32               | -                | - | -                    | -                    | -                    |                      |                      |
| 1994-1995  | Olympiques de Hull   | LHJMQ          | 5   | 0                | 1                | 1                | 4                | 12               | 0 | 0                    | 0                    | 23                   |                      |                      |
| 1995       | Olympiques de Hull   | Coupe Memorial | 1   | 0                | 0                | 0                | 0                | -                | - | -                    | -                    | -                    |                      |                      |
| 1995-1996  | Olympiques de Hull   | LHJMQ          | 62  | 2                | 8                | 10               | 303              | 18               | 0 | 4                    | 4                    | 42                   |                      |                      |
| 1996-1997  | Olympiques de Hull   | LHJMQ          | 63  | 3                | 12               | 15               | 297              | 14               | 3 | 12                   | 15                   | 65                   |                      |                      |
| 1997       | Olympiques de Hull   | Coupe Memorial | 4   | 1                | 2                | 3                | 31               | -                | - | -                    | -                    | -                    |                      |                      |
| 1997-1998  | River Rats d'Albany  | LAH            | 76  | 3                | 13               | 16               | 235              | 13               | 0 | 0                    | 0                    | 55                   |                      |                      |
| 1998-1999  | River Rats d'Albany  | LAH            | 77  | 2                | 12               | 14               | 265              | 5                | 0 | 1                    | 1                    | 8                    |                      |                      |
| 1999-2000  | River Rats d'Albany  | LAH            | 52  | 5                | 21               | 26               | 176              | -                | - | -                    | -                    | -                    |                      |                      |
| 1999-2000  | Devils du New Jersey | LNH            | 21  | 2                | 1                | 3                | 40               | 23               | 1 | 5                    | 6                    | 18                   |                      |                      |
| 2000-2001  | Devils du New Jersey | LNH            | 82  | 1                | 19               | 20               | 155              | 25               | 0 | 3                    | 3                    | 42                   |                      |                      |
| 2001-2002  | Devils du New Jersey | LNH            | 73  | 2                | 3                | 5                | 133              | 6                | 0 | 0                    | 0                    | 2                    |                      |                      |
| 2002-2003  | Devils du New Jersey | LNH            | 72  | 5                | 8                | 13               | 98               | 24               | 0 | 5                    | 5                    | 29                   |                      |                      |
| 2003-2004  | Devils du New Jersey | LNH            | 75  | 2                | 11               | 13               | 96               | 5                | 0 | 0                    | 0                    | 4                    |                      |                      |
| 2005-2006  | Devils du New Jersey | LNH            | 73  | 3                | 14               | 17               | 91               | 4                | 0 | 0                    | 0                    | 4                    |                      |                      |
| 2006-2007  | Devils du New Jersey | LNH            | 69  | 0                | 8                | 8                | 69               | 7                | 0 | 0                    | 0                    | 6                    |                      |                      |
| 2007-2008  | Devils du New Jersey | LNH            | 57  | 2                | 8                | 10               | 26               | 5                | 0 | 0                    | 0                    | 6                    |                      |                      |
| 2008-2009  | Devils du New Jersey | LNH            | 71  | 1                | 17               | 18               | 46               | 7                | 0 | 1                    | 1                    | 6                    |                      |                      |
| 2009-2010  | Devils du New Jersey | LNH            | 81  | 2                | 10               | 12               | 46               | 5                | 1 | 0                    | 1                    | 8                    |                      |                      |
| 2010-2011  | Devils du New Jersey | LNH            | 69  | 0                | 6                | 6                | 48               | -                | - | -                    | -                    | -                    |                      |                      |
| 2011-2012  | Sharks de San José   | LNH            | 54  | 1                | 3                | 4                | 21               | 3                | 1 | 0                    | 1                    | 0                    |                      |                      |
| Totaux LNH | Totaux LNH           | Totaux LNH     | 797 | 21               | 108              | 129              | 869              | 114              | 3 | 14                   | 17                   | 125                  |                      |                      |

## Trophées et honneurs personnels
- 1994-1995 : champion de la Coupe du président avec les Olympiques de Hull.
- 1995-1996 : nommé dans l'équipe d'étoiles des recrues de la LHJMQ.
- 1996-1997 :
  - champion de la Coupe du Président avec les Olympiques de Hull.
  - champion de la Coupe Memorial avec les Olympiques de Hull.
- 1999-2000 : champion de la Coupe Stanley avec les Devils du New Jersey.
- 2000-2001 : nommé dans l'équipe d'étoiles des recrues de la LNH.
- 2002-2003 : champion de la Coupe Stanley avec les Devils du New Jersey.